# Cal Chic Cordero
Cal Chic Cordero és una obra amb elements neoclàssics del Bruc (Anoia) inclosa a l'Inventari del Patrimoni Arquitectònic de Catalunya.

## Descripció
Conjunt que comprèn dues cases unifamiliars, una de les quals s'ha transformat en habitatge plurifamiliar, entre mitgeres. Tenen planta baixa i dos pisos. Els trets més característics de l'edifici són els elements de peces ceràmiques com les baranes dels balcons, emmarcaments de finestres, balcons i portes d'entrada i les galeries posteriors, tots ells bon exemples de la indústria de la vila.

## Història
Cal Xic Corderó és el mot que se li donà per què hi anà a viure un descendent de la casa de Cal Cordero o dels Elias, amos d'una important bòvila del poble.